# The Clemenceau Case
The Clemenceau Case è un film muto del 1915 sceneggiato e diretto da Herbert Brenon. Protagonista Theda Bara, la storia è tratta dal romanzo di Alexandre Dumas figlio. Uscì in sala il nell'aprile 1915, prodotto e distribuito dalla Fox Film Corporation.
Il film - la storia di una vamp decisa a rovinare il miglior amico di famiglia spingendo il marito all'omicidio - è considerato perduto.

## Trama
A Parigi, il pittore Pierre Clemenceau va a trovare nel suo studio l'amico Constantin Ritz. Lì conosce e si innamora di Iza, una conturbante e fascinosa modella che, però, scoraggia le sue avances. Quando però la donna viene a conoscenza che sua madre, la contessa Dobronowska, progetta di darla in moglie a un ricco aristocratico russo, il duca Sergius, decide di accettare la proposta di matrimonio di Pierre. Dopo le nozze, Iza respinge il marito e intreccia una relazione adulterina con Sergius. Pierre, dopo aver scoperto il tradimento di Iza, ferito nell'onore, sfida a duello l'amante della moglie il quale, durante lo scontro, resta ucciso. Senza più alcuna illusione nei confronti della vita, Pierre si imbarca su un piroscafo diretto in America insieme all'amico Constantin e alla sua fidanzata. Diventata ricca dopo la morte di Sergius che l'ha nominata sua erede, e decisa a vendicarsi, anche Iza parte per l'America. Lì, seduce Constantin, attraverso il quale vuole colpire il marito, reo di averle ucciso l'amante. Pierre, per salvare l'amico dall'abbraccio mortale della perfida donna, la invita nel suo appartamento. Lì, la pugnala a morte. Poi si consegna alla polizia.

## Produzione
Girato nel New Jersey, il film fu prodotto da William Fox per la Fox Film Corporation.

## Distribuzione
Il film fu - che uscì nelle sale cinematografiche statunitensi nell'aprile 1912 - fu distribuito dalla Fox Film Corporation. Il copyright della pellicola, richiesto da William Fox, fu registrato il 12 aprile 1915 con il numero LU4993.
Non si conoscono copie ancora esistenti della pellicola che viene considerata presumibilmente perduta.